# 곡반제단
곡반제단(哭班祭坍)은 대한민국 제주특별자치도 제주시 애월읍 소길리 772-11번지에 있는 제단이다. 2018년 10월 4일 제주특별자치도의 향토유산 제25호로 지정되었다.

## 지정 사유
소길리 멍덕동산 내 위치한 이곳은 일제강점기인 순종 승하시 마을 단위 곡반(哭班) 설립을 알 수 있는 도내 유일의 유적인 것으로 파악된다.
여기에는 북쪽을 향한「哭班祭坍」이라 쓰여진 표석 1기가 자리하고 있음에 따라 국상(國喪) 당시 소길리를 중심으로 한 양반층이 이곳에 모여 북쪽을 향해 곡하면서 배례하는 등의 나라에 대한 충성을 기렸던 곳임을 알 수 있다.
망곡(望哭)의 장소와 이를 알리는 표석이 잘 보존·관리되어 있는 등 근대시기 역사적인 현장으로서 그 의의가 크므로, 향토유형유산으로 지정하여 전승할 가치가 있다.